# 叶尔加瓦足球学校
叶尔加瓦足球学校是拉脱维亚叶尔加瓦的一家足球俱乐部，目前参加拉脫維亞超級足球聯賽。

## 历史
俱乐部成立于2017年4月4日，前身是信天翁体育俱乐部（Albatroz SC）。2022年，俱乐部正式更名为叶尔加瓦足球学校，同年赢得拉脱维亚甲级足球联赛冠军，成功晋级到拉脫維亞超級足球聯賽。